# 尤恩港 (紐約州)
尤恩港（英語：Port Ewen）是位於美國紐約州阿爾斯特縣的普查規定居民點。

## 人口
根據2020年美國人口普查的數據，尤恩港的面積為7.10平方千米，當中陸地面積為5.41平方千米，而水域面積為1.69平方千米。當地共有人口3678人，而人口密度為每平方千米518.03人。